# Scalidognathus radialis
Scalidognathus radialis är en spindelart som först beskrevs av O. Pickard-Cambridge 1869.  Scalidognathus radialis ingår i släktet Scalidognathus och familjen Idiopidae.
Artens utbredningsområde är Sri Lanka. Inga underarter finns listade i Catalogue of Life.